# Paroithona pacifica
Paroithona pacifica is een eenoogkreeftjessoort uit de familie van de Oithonidae. De wetenschappelijke naam van de soort is voor het eerst geldig gepubliceerd in 1985 door Nishida.